# Acromitoides stiphropterus
Acromitoides stiphropterus är en manetart som först beskrevs av Schultze 1897.  Acromitoides stiphropterus ingår i släktet Acromitoides och familjen Catostylidae. Inga underarter finns listade i Catalogue of Life.